# Buenos Aires (kommun i Colombia, Cauca, lat 2,92, long -76,67)
Buenos Aires är en kommun i Colombia.   Den ligger i departementet Cauca, i den västra delen av landet, 300 km sydväst om huvudstaden Bogotá. Antalet invånare är 26 961. Arean är 410 kvadratkilometer.
Terrängen i Buenos Aires är kuperad österut, men västerut är den bergig.